# Часы без стрелок
«Часы без стрелок» — российский криминально-драматический фильм 2001 года, который снял режиссёр Владимир Наумов. В главных ролях: Наталья Белохвостикова, Армен Джигарханян и Валентин Гафт.
Фильм является частью наумовской трилогии, куда также входят «Белый праздник» (1994) и «Джоконда на асфальте» (2007).

## Сюжет
В автокатастрофе погибает известный политический и финансовый деятель. Неизвестный журналист приходит к безутешной вдове Нелли Владимировне и сообщает, что причина гибели мужа — убийство. После этого посещения вдова одержима идеей поимки убийцы мужа. При помощи опытного частного детектива и фотожурналиста она проводит собственное расследование. Новость об убийстве крупного политика и бизнесмена вызвала огромный общественный резонанс. Полиция приступила к поиску злоумышленника, но быстро выйти на его след не удалось. Обстоятельства гибели мужчины вызывают множество вопросов, а количество возможных версий мотивов с каждым днем растет. Вдова нанимает частного детектива, которому вместе с известным фотожурналистом предстоит приступить к расследованию запутанного преступления. Женщина находится в состоянии отчаяния и начинает понимать, что в сложившихся обстоятельствах доверять нельзя никому. Под маской друга вполне может скрываться злейший враг. Она смогла поверить только странному молодому человеку, который обладает паранормальными способностями. Он обещает обеспечить защиту и найти истинного виновника произошедшей трагедии. Жизнь Нелли подвергается серьёзной опасности, так как угроза приближается с самой неожиданной стороны.

## В ролях
- Наталия Белохвостикова — Нелли Владимировна
- Армен Джигарханян — Станислав
- Валентин Гафт — фотожурналист
- Анатолий Ромашин — Владимир Афанасьевич, отец Нелли
- Людмила Савельева — дама
- Борис Щербаков — сосед
- Виктор Сергачёв — сосед
- Филипп Янковский — парень в куртке
- Игорь Ясулович — Семён Ильич
- Александр Яковлев — Сашка Библиотекарь
- Юрий Шлыков, Александр Пашутин — высокопоставленные чиновники
- Анатолий Яббаров, Валерий Сторожик — приятели Семёна
- Анна Герм — незнакомка в автобусе

## Создание
Режиссёр Наумов о фильме: «Действие происходит в наше время в неопределённой стране, очень похожей на нашу. Главная героиня теряет мужа, крупного политического деятеля и очень богатого человека, — он попадает в автокатастрофу. К ней приходит корреспондент (его играет Гафт), он хочет сделать снимок. Она просит оставить её в покое. Журналист говорит: „Я не мог снять вас на кладбище. Ваше лицо всё время перекрывало лицо президента“. Вдова резонно замечает, что лицо президента, наверное, важнее её лица. Но корреспондент настойчив: „Не в этом случае. Тем более он всё время улыбался…“ И она вдруг понимает, что её муж умер не своей смертью. В тихой, спокойной женщине зреет желание мести. Она нанимает киллера».

## Критика
Елена Стафьева («Независимая газета») в своей рецензии отмечала, что Наумов без Алова в жёстких условиях перестроечного и постсоветского кинематографа так и не смог снять ничего достойного.
Кинокритик Александр Фёдоров назвал фильм «коллажем мотивов всего предыдущего творчества Владимира Наумова» и «посланием о том, что ничто не ново под луной, и оболочка цивилизации не слишком скрывает вечные людские страсти и пороки, пусть не ново, но вполне имеет право на существование».
Кинокритик Катя Тарханова не нашла в этом фильме новизны, указав на предыдущие работы режиссёра: «Часть его материала — перемонтаж предыдущего, несостоявшегося фильма „Тайна Нардо, или Сон белой собаки“, включены также кадры из „Белого праздника“ и „Легенды о Тиле“.» Но она считает это достоинством фильма: «…полная откровенность многочисленных автоцитат — существенное достоинство „Часов без стрелок“, которое во многом делает фильм предметом для обсуждения.»